# Королевство Койя
Королевство Койя или Королевство темне (1505—1896) — историческое государство в Западной Африке. Было доколониальным королевством на территории современных Сьерра-Леоне и Либерии примерно с 1505 по 1896 год. Его столица находилась в районе Кейп-Маунт на территории графства Гранд-Кейп-Маунт в Либерии.
Царь Койи носил титул бай или обай. Мелкие королевства под властью короля Койи возглавляли гбана.

## История
Королевство было основано в начале XVI века Фарима I, вождём племенем темне. Изначально королевство торговало с португальцами, но в дальнейшем были установлены тесные связи с британскими и французскими колониальными державами. Наимбана II в конце 1788 года подписал соглашение о создании британской колонии на территории нынешнего полуострова Фритаун. Туда были переселены освобождённые чернокожие рабы из Америки. Несмотря на это, королевство активно участвовало в работорговле.
Между 1801 и 1807 королевство находилось в состоянии войны с британскими колониальными властями и королевством Сусу. Большая часть северного побережья современного Сьерра-Леоне была захвачена британцами, а Порт-Локо был захвачен Сусу. Лишь в 1815 году Порт-Локо был освобождён темне. В 1841 году Койя выиграли войну против Локо.
31 августа 1896 года королевство стало британским протекторатом. Антиколониальное восстание 1898 года не увенчалось успехом и было подавлено.

## Список правителей[4]
| Портрет | Имя                                    | Дата рождения   | Дата смерти         | Начало правления | Окончание правления |
| ------- | -------------------------------------- | --------------- | ------------------- | ---------------- | ------------------- |
|         | Фарима I                               | ?               | ?                   | 1505             | до 1550             |
|         | Фарима II                              | ?               | ?                   | 1550             | 1560                |
|         | Фарима III                             | ?               | ?                   | 1560             | 1605                |
|         | Санграфаре (или Педро)                 | ?               | ?                   | 1605             | 1610                |
|         | Борея I                                | ?               | ?                   | 1610             | 1630                |
|         | Борея II                               | ?               | ?                   | 1630             | 1664                |
|         | Фелипе I                               | ?               | ?                   | 1664             | 1680                |
|         | Наимбана I                             | ?               | ?                   | 1680             | 1720                |
|         | Наимбана II                            | 1720            | 11 ноября 1793 года | 1775             | 11 ноября 1793 года |
|         | Фарима IV                              | ?               | ?                   | 1793             | 1807                |
|         | Бай Фоки                               | ?               | ?                   | 1807             | 1817                |
|         | Мориба Киндо Бангура                   | ?               | ?                   | 1817             | 1825                |
|         | Куния Банна (или Джек Коби)            | ?               | ?                   | 1825             | 1826                |
|         | Фатима Брима Кама                      | ?               | ?                   | 1826             | 1840                |
|         | Морибу Киндо                           | ?               | ?                   | 1840             | 1859                |
|         | Канта (или Александр)                  | ?               | ?                   | 1859             | 1872                |
|         | Алимани Лахай Бунду (Регент)           | ?               | ?                   | 1872             | 1890                |
|         | Баи Буре                               | 15 февраля 1840 | 24 августа 1908     | 1887             | 1898                |
|         | Компа Бакари Бомболаи (или Уильям Роу) | ?               | ?                   | 1890             | 1898                |
|         | Фула Манса Гбанка                      | ?               | ?                   | 1898             | 1898                |
|         | Бай Буре                               | 15 февраля 1840 | 24 августа 1908     | 1905             | 24 августа 1908     |